# Akira
Akira (în japoneză: アキラ transliterare: Akira), adesea stilizat ca AKIRA, este o serie japoneză de manga scrisă și desenată de Katsuhiro Otomo. Inițial apărută în foileton în paginile revistei Shūkan Yangu Magajin din 1982 până în 1990, lucrarea a fost adunată în șase volume de către editorul său Kodansha. Lucrarea a fost publicată în Statele Unite de Marvel Comics sub marca lor înregistrată Epic Comics, devenind una dintre primele lucrări de manga care a fost tradusă în întregime în limba engleză. Arta lui Otomo este considerată uimitoare și un punct de referință atât pentru Otomo, cât și pentru manga.
Povestea are loc într-un futurist Neo-Tokyo postapocaliptic. Manga descrie eforturile lui Kaneda, un lider al unei bande de tineri bicicliști (Bōsōzoku), ale activistului politic Kei, un trio de extrasenzoriali și ale liderului militar al orașului Neo-Tokyo, colonelul Shikishima, pentru a a-l împiedica pe Tetsuo (prietenul, cu probleme mentale, din copilărie al lui Kaneda)  să folosească abilitățile sale telekinetice instabile cu care face ravagii în oraș. În acest scop, ei trezesc un individ misterios cu abilitați psihice similare numit "Akira". 
Prin această lucrare, Otomo folosește convențiile genului cyberpunk pentru a detalia o saga a turbulențelor politice, a izolării sociale, a corupției și a puterii. Este considerată o lucrare reprezentativă a genului cyberpunk, care a dus la nașterea și dezvoltarea subgenului japonez cyberpunk.
O adaptare animată a filmului (anime) a fost lansată în 1988, care a redus semnificativ acțiunea descrisă în serie, dar a păstrat în același timp multe din personajele principale și elemente ale scenariului, alături de scene, setări și motive suplimentare. Manga are loc într-un interval de timp mai lung decât filmul și implică o gamă mult mai largă de personaje și sub-scenarii.  
Seria Akira a fost instrumentul  creșterii popularității manga în afara Japoniei, în special în Statele Unite, deoarece ediția Epic Comics a fost colorată și a coincis cu premiera filmului. A câștigat mai multe premii, inclusiv Kodansha Manga and Harvey Awards, și este considerată o lucrare importantă care a dus la explozia genului manga în limba franceză. 